# Kanaán

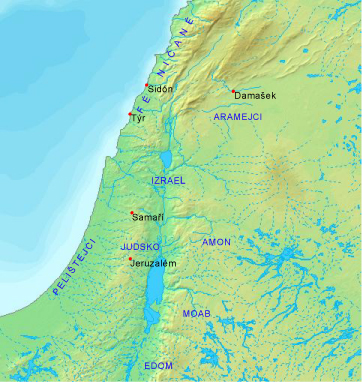
Oblast nejčastěji označovaná jako Kenaán s vyznačenými národy v 1. polovině 1. tisíciletí př. n. l.

Kanaán či Kenaan (někdy též Kenaán, Kanaan, Kenán, Kanán apod.) je označení pro území Předního východu, kde se dnes nalézají západní Sýrie, Libanon, Palestina a Izrael. Ve starověku bylo osídlené různými, zejména semitskými národy a víceméně odpovídá území později nazývanému Palestina. Název se také často vyskytuje v bibli.

## Název
První známý výskyt tohoto slova pochází z města Ebly z konce 3. tisíciletí př. n. l. v akkadské formě kinaḫḫu (kinachchu a různých ortografických variantách). Původ tohoto jména je spojen s purpurovým barvivem, které se získávalo z mořských měkkýšů a barvily se jimi látky.
I řecký název Foiníkie je odvozen od slova φοῖνιξ, foinix, které označuje tuto barvu a je dosvědčeno již z tabulek v Mykénách (jako po-ni-ki-jo). Foiníkie označuje přímořské území obývané národem Foiníčanů (Féničanů), potomků původních Kananejců, kteří byli produkcí purpurového barviva proslulí.
Slovo Kanaán se jako historický termín používá pro širší oblast Palestiny a Izraele především ve starším období od příchodu prvních semitských obyvatel až do příchodu Izraelců a vytvoření izraelského a judského království na počátku 1. tisíciletí př. n. l. Pro pozdější období se častěji používá termín Palestina, který jako první použil Hérodotos (přesně „palestinská Sýrie“, řecky ἡ Παλαιστίνη Συρία hé palaistíné Syría) odvozením od pořečtělého označení Pelištejců, kteří obývali jižní pobřežní oblast. Tím se Palestina odlišila od severnější Fénicie (Libanon a západní Sýrie). V běžném užívání se dodnes Kanaán, zvláště také vlivem Starého zákona, používá jako synonymum pro Palestinu, resp. pro území dnešní Palestiny a Izraele.
Ve středověku evropští Židé biblickým názvem Kanaán, resp. 'erec Kena'an, „země kanaánská“, nazvali země západních Slovanů včetně českých zemí. Slovanský jazyk, který převzali, pak nazývali „jazykem Kanaánu“, lešon Kenaan, pro odlišení od hebrejštiny. V moderní lingvistice jsou kanaánské jazyky naopak označením pro podskupinu semitských jazyků, do které patří i hebrejština.

## Historie
Území bylo od počátku 3. tisíciletí př. n. l. osídleno semitským obyvatelstvem označovaným jako Kananejci nebo Kanaánci. Ti zde založili řadu městských států. O starších dějinách Kanaánu podávají informace především tabulky z egyptské El Amarny, které obsahují korespondenci faraonů s místními vládci. Podle Starého zákona na výšinách sídlili Amorejci a Kananejci na pobřeží a v údolí Jordánu.
Situace se změnila poté, co ve 13. století př. n. l. přišli do Sýrie Aramejci a založili zde království s centrem v Damašku. Do Kanaánu přišly izraelské kmeny a podmanili si zdejší města. Jižní pobřeží obsadili nesemitští Pelištejci a založili zde své městské státy. Původní obyvatelstvo Kanaánu bylo vytlačeno do pobřežní oblasti, kde utvořilo specifickou civilizaci. Tito potomci původních kananejců jsou potom známí pod řeckým názvem Foiníčané (Féničané). Pro mladší období historie Kanaánu jsou nejdůležitější texty Starého zákona.

## Ve Starém zákoně
Ve Starém zákoně se termín Kanaán (hebrejsky כְּנָעַן či כְּנַעַן‎, Kena'an) používá jednak neutrálně jako označení zaslíbené země, která byla dána Bohem izraelskému národu, jednak negativně jako území obývaná okolními, pohanskými a Izraeli nepřátelskými národy.

## Kultura
Kananejská mytologie je blízce příbuzná s mytologií Ugaritu a Foiníčanů. Nejvyšším bohem byl El, dále bůh Baal a bohyně Aštarté, Aširtu a Anat. Proti kananejskému náboženství ostře vystupují texty Starého zákona, ale zároveň jím byly i ovlivněny, například příšera Livjátan je ugaritského původu.
Prostor Kanaánu byl místem formování významných kultur, fénické, aramejské a židovské, která prostřednictvím křesťanství ovlivnila i Západní civilizaci. Je také kolébkou hláskového písma, které začíná vznikem fénického písma.